# Livro de Sofonias

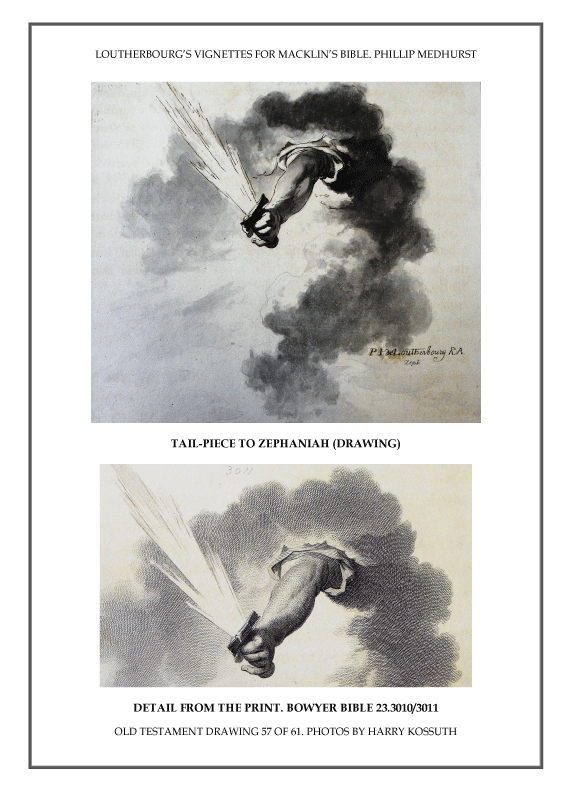
Ilustração do Dia do Senhor, com braço segurando espada de luz que sobressai as nuvens. Contida no livro de Sofonias, na Bíblia de Thomas Macklin, por Phillip Medhurst, 1798.

Sofonias é um dos livros proféticos do Antigo testamento da Bíblia. Possui três capítulos.

## Tema geral
O tema de sua mensagem é que o Senhor ainda está firmemente em controle do Seu mundo, apesar das aparências contrárias, e que comprovará isso no futuro próximo ao aplicar um castigo terrível sobre a nação desobediente de Judá, e completa destruição sobre as nações pagãs gentias, somente  através de um arrependimento em tempo é que haveria possibilidade de escape dessa ira.
O profeta Sofonias viveu e exerceu a sua atividade num momento em que Judá era disputado pelas grandes potências da época. Dentro do país se formaram dois partidos: um querendo ficar sob a influência do Egito, outro da Assíria. Durante longo período, nos reinados de Manassés e Amon, a Assíria predominava. Uma tentativa de mudar a situação a favor do Egito, através de uma revolta de oficiais da corte, não obteve sucesso, porque cidadãos de grande influência econômica reagiram e colocaram no trono Josias, que ainda era menor de idade.[carece de fontes?] Esse rei promoveu uma grande reforma, mas a situação voltaria a ser a mesma: o que era bom para a Assíria, era bom para Judá, inclusive a maneira de vestir (Sf 1:8).
Nesse contexto, Sofonias exerce seu ministério entre os anos 640-630 AC, durante a menoridade de Josias e antes de sua reforma religiosa e do ministério de Jeremias. Ele mostra como pesa, sobre toda essa situação, o Julgamento de Deus (Sf 1:2-18). O Dia de Javé ou O Dia do Senhor não é essencialmente o fim do mundo e da história, mas a transformação do povo de Deus e o fim de uma era de idolatria. Para o profeta, são ídolos não somente as divindades estrangeiras, mas também a absolutização das grandes potências, do dinheiro e do poder. Esses ídolos estão presentes, tanto nas outras nações quanto na cidade de Jerusalém, seja no palácio real, seja no Templo e nos bairros da cidade (Sf 2:4-3:8). A única possibilidade de salvação que Sofonias vislumbra para escapar à ira divina são os pobres da terra (Sf 2:3), isto é, os destituídos de poder e riqueza, que depositam sua confiança no verdadeiro Absoluto e clamam por justiça. São eles os únicos que poderão formar um resto para conduzir na história o projeto de Deus, e assim fazer com que o Dia de Javé se torne dia de alegria e restauração, e não de destruição (Sf 3:9-20).
A catástrofe anunciada atingiria tanto as nações quanto o Judá inspiradas pelo orgulho (3:1.11) o castigo seria uma advertência (Sf 3:7) que deveria conduzir o povo à obediência e a humildade (Sf 2:3), sendo a salvação reservada aos humildes, que põem em prática a vontade do Senhor (Sf 3:12-13).

## Divisão do livro
1. O julgamento de Judá (O Dia de Javé[6])   1:2-2:3 [7]
2. O julgamento de nações 2:4-15
3. Os motivos do julgamento de Jerusalém  3:1-7
4. O remanescente e o reino Messiânico 3:8-20

## Influência
Esse livro inspirou o versículo 41 do capítulo 13 do Evangelho de Mateus, e a descrição do Dia de Javé (1:14-18) inspirou Joel.

## Acréscimos posteriores[6]
- Os anúncios de conversão dos pagãos (2:11[8]; 3:9-10);
- Pequenos Salmos (3:14-15; 16-18a)
- Os dois últimos versículos (3:18b-20) foram escritos após o Exílio na Babilônia.